# Spartanburg (Karolina Południowa)
Spartanburg – miasto w Stanach Zjednoczonych, w stanie Karolina Południowa, w regionie metropolitalnym Greenville-Spartanburg-Anderson.
Liczba mieszkańców w 2010 wynosiła ok. 37 013.
W mieście rozwinął się przemysł włókienniczy, metalowy, maszynowy oraz meblarski.